# Aaadonta constricta
Aaadonta constricta là một loài ốc cạn, động vật thân mềm chân bụng thuộc họ Endodontidae. Đây là loài đặc hữu của Palau, được tìm thấy tại các đảo Babeldaob, Ngemelis, Peleliu và Koror. Loài này có thể đã bị tuyệt chủng tại Koror. Chúng hiện đang bị đe dọa bởi sự phá hủy và thay đổi môi trường sống.
Năm 1976, Solem mô tả hai phân loài của Aaadonta constricta:
- A. c. babelthuapi[5][6][7]
- A. c. constricta
- A. c. komakanensis[7][8][9]